# Object 279
Object 279 (Russisch: Объект 279), ook wel Trojanov genoemd, is een superzwaar tank-prototype gebouwd door de Sovjet-Unie in 1957. De tank heeft twee paar van twee rupsbanden over de hele lengte van de tank, die zijn bedoeld om deze stevigheid te geven in modder en sneeuw. De tank heeft een bootvormige romp zo gevormd dat deze blijft staan bij een kernexplosie. De tanktoren heeft een beschermende laag die hem beschermt tegen HEAT granaten. In 1959 besloot Nikita Krushchev dat een klasse van "zware tanks" - die hun oorsprong hadden in de oorlogsjaren van de Tweede Wereldoorlog - achterhaald waren. Zoals de meeste militaire planners van de wereld (inclusief Amerika en Groot-Brittannië), vond hij dat geleide-rakettechnologie en tanks om ze af te vuren (zoals de IT-1) de toekomst waren. Als zodanig werd het 279-programma in 1959 stopgezet.
Deze haast onwaarschijnlijke tank staat in het Tankmuseum van Koebinka op vijftig kilometer van Moskou.
De tank heeft een 130 mm kanon en een maximumbepantsering van 305 mm, is elf meter lang en weegt meer dan zestig ton.